# Mária Lamiová-Schmiedlová
Mária Lamiová-Schmiedlová (Kassa, 1935. május 5.) szlovák régész.

## Élete
1958-ban végzett a Comenius Egyetemen, majd a Régészeti Intézetben helyezkedett el, ahol a kassai a kirendeltségre került.
Elsősorban császárkorral és népvándorláskorral foglalkozott. A Szlovák Régészeti Társaság tagja. A Východoslovenský pravek szerkesztő munkatársa.
Izsán is ásatott. Fordítással is foglalkozott.

## Elismerései
- 2023 Alžbeta Güntherová-Mayerová-díj
- SzTA Ľ. Štúr ezüst érdemérme
- Zemplén díszpolgára

## Művei
- 1960 Archeologický výskum a východoslovenské múzeá. Nové Obzory 2, 85-90
- 1961 Rimania na východnom Slovensku. PaS 10/5, 12-15
- 1962 Nové nálezy z doby rímskej na východnom Slovensku. Nové Obzory 4, 29-36
- 1963 Nové sídlisko z doby rímskej na východnom Slovensku. Archeologické rozhledy 15, 377-378
- 1969 Römerzeitliche Siedlungskeramik in der Südostslowakei. Slovenská archeológia 17/2, 403-501
- 1990 A late 1st century B. C - 2nd century A. D. cemetery at Zemplín. Slovenská archeológia 38/2, 245-344 (tsz. Vojtech Budinský-Krička)
- 1991 Archeologická topografia Košice (tsz.)
- 2000 Zriedkavé výzdobné motívy na neskororímskej keramike na východnom Slovensku. SPFFBU M 5, 15-23
- 2009 Žiarové pohrebisko z mladšej doby bronzovej na lokalite Dvorníky-včeláre
- 2017 Osady doby rímskej v Ostrovanoch a Medzanoch (tsz.)
- Zemplín - obec s bohatou minulosťou